# Stichting Vakbekwaamheid Horeca

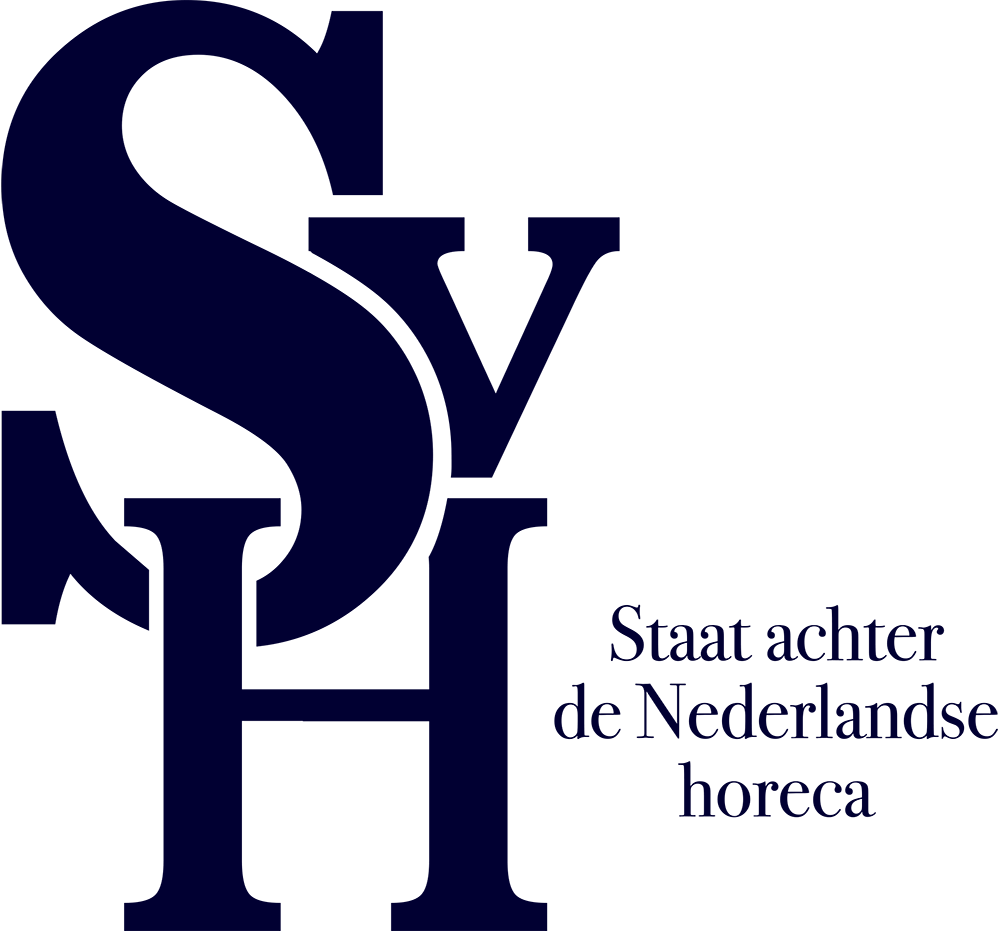
De logo van de SVH.

De Stichting Vakbekwaamheid Horeca 2.0 (afgekort: SVH) is een door werkgevers- en werknemersorganisaties in Nederland in het leven geroepen organisatie om de vakbekwaamheid in de horecasector te vergroten.
SVH wordt sinds 1-1-2014 geleid door een directeur onder toezicht van een raad van toezicht. Samen met partners uit het bedrijfsleven, onderwijs, brancheorganisaties en beroepsgilden stelt SVH kwaliteitseisen voor de horecabranche vast. Op basis daarvan worden (branche)examens en leermiddelen ontwikkeld voor het (mbo-)onderwijs, opleiders en ondernemers. Namens de horecabranche fungeert SVH als exameninstituut voor het behalen van diverse vakbekwaamheidsdiploma's in de sector. Namens het ministerie van VWS is de examencommissie van SVH 2.0 (LEC-SVH) aangewezen om (aspirant) leidinggevenden van horecabedrijven en slijterijen te toetsen of zij voldoen aan de eisen die de wetgever op het gebied van sociale hygiëne in het kader van de Alcoholwet aan hen stelt. SVH beheert ook de SVH Meestertitels (SVH Meesterkok, SVH Meestergastheer/-vrouw, SVH Wijnmeester, SVH Meesterschenker, SVH Meesterijsbereider en SVH Meesterhorecaondernemer) en organiseert diverse brancheactiviteiten, zoals de wedstrijd Beste Leerbedrijf Horeca en een jaarlijks onderzoek naar de arbeidsmarkt in samenwerking met Koninklijke Horeca Nederland.